# Höhnstedt
Höhnstedt is een plaats en voormalige gemeente in de Duitse deelstaat Saksen-Anhalt, en maakt deel uit van de Landkreis Saalekreis.
Höhnstedt telt 1.605 inwoners.

## Sport en recreatie
Dwars door Höhnstedt loopt de Europese wandelroute E11. De E11 loopt van Den Haag naar het oosten, op dit moment tot de grens Polen/Litouwen.